# كهف كايركوي
كهف كايركوي هو كهف استعراضي يقع في مدينة كايركوي بمحافظة زانغولداك شمال تركيا.